# Mehmet-Can Aydın
Mehmet-Can Aydın (Würselen, 9 febbraio 2002) è un calciatore tedesco, centrocampista dell'Eintracht Braunschweig.

## Caratteristiche tecniche
È un esterno destro.

## Carriera

### Club
Nato a Würselen da una famiglia di origini turche, inizia a giocare a calcio nell'Übach-Boscheln per poi transitare nei settori giovanili di Alemannia Aquisgrana, Borussia M'gladbach e, dal 2014, Schalke 04.
Nel febbraio 2021 debutta con la squadra riserve del club di Gelsenkirchen giocando l'incontro di Regionalliga pareggiato 0-0 contro il Wegberg-Beeck; nel mese seguente inizia a ricevere alcune convocazioni in prima squadra ed il 3 aprile fa il suo esordio giocando da titolare il match di Bundesliga perso 2-1 contro il Bayer Leverkusen.

### Nazionale
Ha giocato nelle nazionali giovanili tedesche Under-15, Under-16, Under-17 ed Under-19.

## Statistiche
Statistiche aggiornate al 20 aprile 2021.

### Presenze e reti nei club
| Stagione        | Squadra         | Campionato      | Campionato | Campionato | Coppe nazionali | Coppe nazionali | Coppe nazionali | Coppe continentali | Coppe continentali | Coppe continentali | Altre coppe | Altre coppe | Altre coppe | Totale | Totale | Totale |
| Stagione        | Squadra         | Comp            | Pres       | Reti       | Comp            | Pres            | Reti            | Comp               | Pres               | Reti               | Comp        | Pres        | Reti        | Pres   | Reti   |        |
| --------------- | --------------- | --------------- | ---------- | ---------- | --------------- | --------------- | --------------- | ------------------ | ------------------ | ------------------ | ----------- | ----------- | ----------- | ------ | ------ | ------ |
| 2020-2021       | Schalke 04 II   | RL              | 5          | 0          |                 | -               | -               |                    | -                  | -                  |             | -           | -           | 5      | 0      |        |
| 2020-2021       | Schalke 04      | BL              | 4          | 0          | CG              | 0               | 0               |                    | -                  | -                  |             | -           | -           | 4      | 0      |        |
| Totale carriera | Totale carriera | Totale carriera | 9          | 0          |                 | 0               | 0               |                    | -                  | -                  |             | -           | -           | 9      | 0      |        |

## Palmarès

### Club

#### Competizioni nazionali
- Campionato tedesco di seconda divisione: 1

Schalke 04: 2021-2022